# Garra fuliginosa
 Garra fuliginosa és una espècie de peix cipriniforme de la família dels ciprínids que es troba al riu Mekong i a Tailàndia. Els mascles poden assolir els 18 cm de longitud total.